# Zastrupitev z vodo
Zastrupitev z vodo je motnja v možganih (encefalopatija), ki nastane zaradi možganske otekline (edema) po čezmernem pitju vode ali hipotonične raztopine (tj. po prekomerni hidraciji). Kaže se predvsem z nespecifičnimi spremembami, kot so motnje razpoloženja in glavobol, v hujših primerih pa pride do krčev (konvulzij), kome in smrti. V normalnih okoliščinah pride do zastrupitve z vodo izredno redko, zato se pojavi predvsem pri velikem fizičnem naporu in sekundarno po zastrupitvi z ekstazijem.

## Patofiziološki mehanizem
Po zaužitju čezmernih količin vode ima zunajcelična tekočina v primerjavi z znotrajcelično tekočino zelo nizko koncentracijo topljencev, kot je natrij (Na+). Posledična hiponatriemija in pomanjkanje ostalih topljencev povzroči osmozni premik vode v celice, da se vzpostavi koncentracijsko ravnovesje. Celice posledično nabreknejo, to pa povzroči oteklino možganov in dvig znotrajlobanjskega (intrakranialnega) tlaka. Zaradi dviga tlaka nastanejo prvi vidni simptomi zastrupitve, in sicer glavobol, spremembe osebnosti in razpoloženja, zmedenost, razdražljivost ter zaspanost.
Po tem se lahko pojavijo težave z dihanjem, šibkost mišic, zvijanje, slabost, bruhanje, žeja ter zmanjšanje sposobnosti za sprejemanje in interpretiranje informacij iz čutil, ob dolgotrajnem stanju pa še bradikardija (znižanje srčnega utripa) in zvišanje pulznega tlaka. V hujših primerih lahko oteklina prekine krvni obtok, kar povzroči znotrajmožgansko oteklino, ki lahko tudi pritisne na možgansko deblo in s tem okvari delovanje centrov za nadzor dihanja in srčnožilnega sistema.

## Dejavniki tveganja
Ogrožene skupine ljudi so predvsem dojenčki zaradi manjše telesne mase, ljudje, ki se ukvarjajo z vzdržljivostnimi športi (npr. maratonski tekači), ljudje z vročinskim stresom ter ljudje s psihiatričnimi motnjami, lahko pa nastane tudi iatrogeno, tj. v zvezi z zdravniškim posegom (npr. pri nezavestnem človeku, ki je hranjen intravensko).
Vsaka aktivnost ali situacija (npr. delavci v tovarnah), ki povzroča močno znojenje, lahko vodi do zastrupitve z vodo, zaradi prekomernega nadomeščanja izgubljene vode. Ekstazi (MDMA) povzroči splošno evforijo, dvignjeno samozavest in ostale simptome, zaradi česar posameznik postane pretirano fizično aktiven, posledica pa je dvig telesne temperature (hipertermija) in močno znojenje. K zastrupitvi prispeva tudi povečano izločanje antidiuretičnega hormona (ADH), ki zmanjšuje količino izločenega urina, kot odgovor na izgubo vode preko znojenja.
Psihogena polidipsija je psihiatrična motnja, pri kateri imajo bolniki občutek suhih ust, zato morajo piti velike količine vode. Stanje je lahko zelo nevarno pri pridruženih psiatričnih motnjah, zaradi česar lahko skrbnik spregleda opozorilne znake.

## Zdravljenje in preventiva
Blage zastrupitve so lahko asimptomatske (tj. ne kažejo znakov), zato je potrebna le omejitev vnosa vode. Pri hujših zastrupitvah se mora popraviti predvsem hiponatriemijo s pomočjo infuzije izotonične ali hipertonične raztopine, v določenih primerih pa se daje diuretike ter antagoniste vazopresina.